# Tom Collins (cocktail)

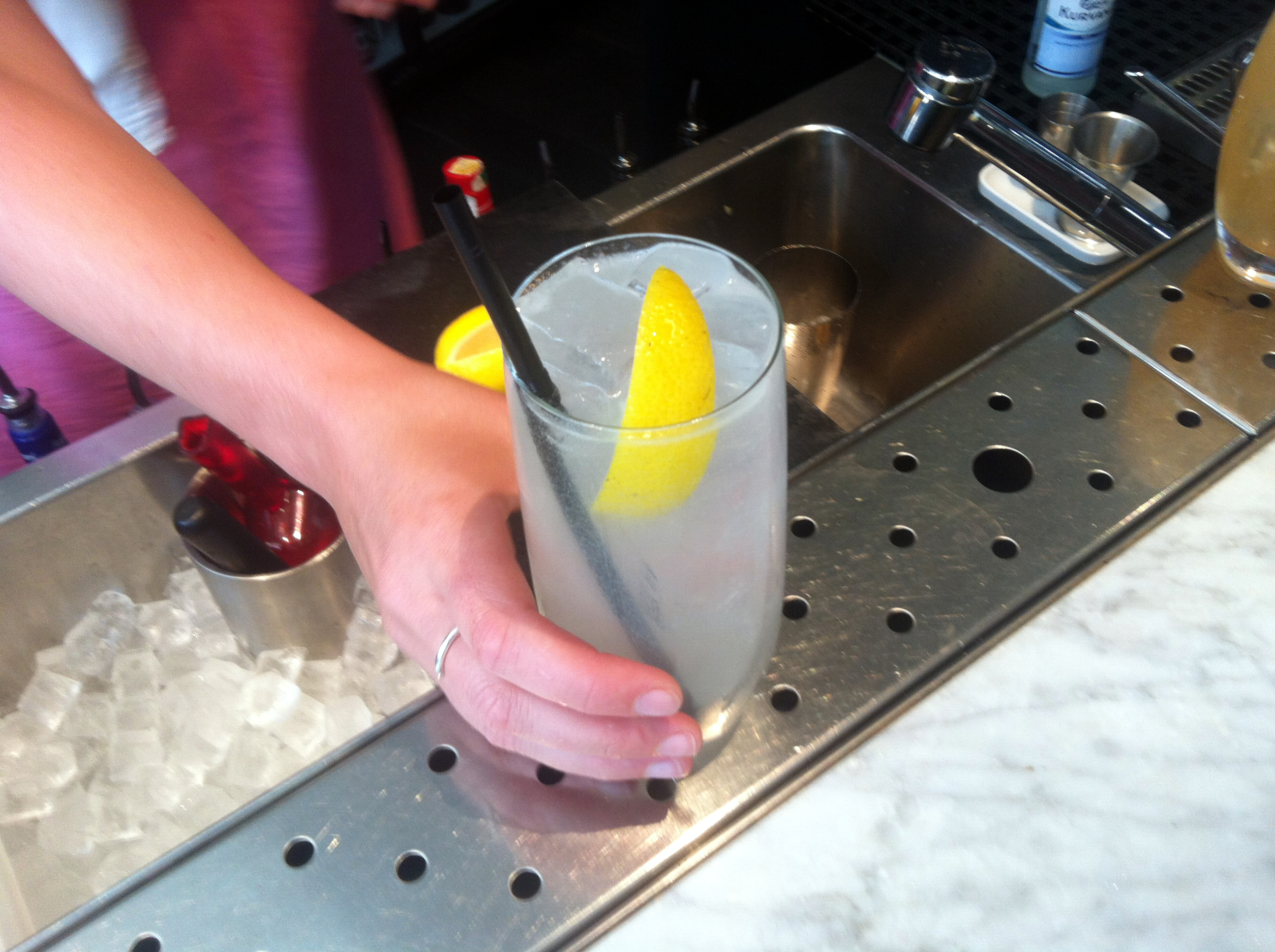
Een Tom Collins

Een Tom Collins is een alcoholische cocktail op basis van gin, citroensap, suikerstroop en sodawater.

## Herkomst
Deze cocktail werd ongeveer in het begin van de 19de eeuw geboren. Hij werd voor het eerst gemengd in het Limmer's hotel in Londen, door een barman die Collins heette. Oorspronkelijk werd er jenever gebruikt als basis, maar die werd later vervangen door Old Tom Gin. Zo kwam de cocktail aan z'n naam.
De Tom Collins is ook gelinkt aan één van de eerst bekende hoaxes. De grap vond zijn oorsprong in 1874, toen een artikel in de New York Times verscheen over een zekere Tom Collins die op de vlucht was voor zijn schuldeisers. Vermoedelijk was dit artikel bedoeld als een satirische opmerking over de vele oplichters en fraudeurs die destijds in New York actief waren. Toch werd deze grap al snel omarmd door de New Yorkse cocktailscene, die begon te suggereren dat Tom Collins daadwerkelijk een bestaand persoon was die nietsvermoedende mensen beledigde en belachelijk maakte.

## Variaties
- Brandy Collins — met brandy
- Jack Collins — met applejack
- John Collins — met roggewhiskey of bourbon
- Michael Collins — met Ierse whiskey; genoemd naar de Ierse leider Michael Collins
- Ron Collins — met rum
- Sam Collins — met veel gin
- Sandy Collins of Jock Collins — met Schotse whisky
- Vodka Collins of Comrade Collins — met wodka
- Pedro Collins - met rum
- José Collins — met tequila
- Phil Collins — met tequila, Ierse whiskey, wodka, rum, en bier; genoemd naar de muzikant Phil Collins
- Judy Collins — met melk